# 方家哈
方家哈，原名方家罅，松江区新浜镇规模最大的自然村，1980年后改为现名。东面是沪杭高速公路新浜出口，北面是叶新公路。村境呈正方形，古时村中地形复杂，浜兜特多，形成独圩，有“九圩十三浜”之称。2008年有320户1050人，村民多为方姓。